# Орехек при Материји
Орехек при Материји (словен. Orehek pri Materiji, итал. Orecca) је насељено место у општини Хрпеље-Козина, Обално-крашка регија, Словенија.

## Историја
До територијалне реорганизације у Словенији био је у саставу старе општине Сежана.

## Становништво
У попису становништва из 2011. године, Орехек при Материји је имао 14 становника.
| Број становника према пописима | Број становника према пописима | Број становника према пописима |
| ------------------------------ | ------------------------------ | ------------------------------ |
| 1991                           | 2002                           | 2011                           |
| 18                             | 15                             | 14                             |

Напомена: До 1955. исказивано под именом Орехек.